# Henry Hardinge
Henry Hardinge, 1.er Vizconde Hardinge, GCB, PC (30 de marzo de 1785 - 24 de septiembre de 1856), fue un Mariscal de Campo británico y Gobernador General de la India.

## Biografía
Henry Hardinge nació en Wrotham, condado de Kent. Tras asistir al Eton College y a la Durham School, ingresó en el Ejército Británico en 1799 donde sirvió en el Alto Canadá. Participó en la Batalla de Vimeiro, donde fue herido; en la Batalla de Elviña donde estuvo al lado de Sir John Moore cuando este fue herido mortalmente, y en otras batallas de la Guerra de la Independencia Española, siendo herido otra vez en Vitoria.
Tras la huida de Napoleón Bonaparte de la isla de Elba en 1815, Hardinge volvió al servicio activo, siendo nombrado Comisionado en los cuarteles prusianos. De esa forma participó en la Batalla de Ligny el 16 de junio de 1815, donde perdió su mano izquierda por un disparo, lo que provocó que no pudiera participar en la Batalla de Waterloo dos días después. En esos momentos, Hardinge ya había sido nombrado compañero de la Orden del Baño, y por los méritos hechos durante la campaña, Wellington le regaló una espada que había pertenecido a Napoleón.

### Carrera política
En 1820 Sir Henry Hardinge entró en el Parlamento; y en 1828 aceptó el cargo de secretario en Guerra en el gobierno de Wellington, puesto que también tuvo en el gabinete de Sir Robert Peel entre 1841 y 1844. En 1830 y entre 1834 y 1835 fue Secretario para Irlanda.
En 1844 sucedió a Lord Ellenborough como Gobernador General de la India. Durante su mandato estalló la primera guerra anglo-sij; Hardinge, renunciando a su derecho como comandante supremo, se ofreció como segundo bajo el mando de Sir Hugh Gough, pero debido a desacuerdos en los planes de campaña en Firozpur, recuperó su cargo como Gobernador general de la India. Tras el exitoso final de la campaña en la Batalla de Sobraon fue nombrado 'Vizconde Hardinge de Lahore y de King's Newton. Aparte de este hecho, el periodo de Hardinge en el cargo estuvo marcado por multitud de reformas sociales y educacionales.
Volvió a Inglaterra en 1848, y en 1852 sucedió al Duque de Wellington como comandante en jefe del ejército. En 1855 fue ascendido al rango de Mariscal de Campo, renunciando al cargo en julio de 1856.
Murió ese mismo año cerca de Tunbridge Wells, en el Condado de Kent.
Su hijo mayor, Charles Stewart Hardinge (1822-1894), quien había sido su secretario privado en la India, le sucedió como 2.º Vizconde Hardinge; siendo sucedido posteriormente por su hermano, Henry. El hijo mayor del 2.º Vizconde, Charles Hardinge, fue un destacado diplomático, ocupando el cargo de Virrey de la India en 1910, y siendo nombrado Barón Hardinge de Penshurst.

## Distinciones honoríficas
- Caballero gran cruz de la Orden del Baño.